# Lenkkopfwinkel

Lenkkopfwinkel zur Senkrechten und Nachlauf

Der Lenkkopfwinkel bezeichnet den Anstellwinkel der Lenkachse des Vorderrades von Einspurfahrzeugen. Die Lage der Radlenkachse – sie verläuft etwas nach hinten geneigt hinter der Radachse und vor dem Radaufstandspunkt – und der Nachlauf oder die Nachlaufstrecke sind wichtige Größen für die Lenkgeometrie von Fahrzeugen.

## Motorrad
Bei Motorrädern wird der Lenkkopfwinkel (auch Gabelkopfwinkel genannt) zwischen der Senkrechten oder der Waagrechten und der Lenkdrehachse angegeben. Je steiler die Gabel steht, umso leichter lässt sich das Fahrzeug lenken oder auch in Schräglage „kippen“. Dies hat auch zur Folge, dass Fahrtwind oder Unebenheiten der Straße zu „Flattern“ der Lenkung führen kann. Agile Motorräder wie Enduros und Sportmotorräder haben einen relativ steilen Lenkkopfwinkel, Chopper und Cruiser einen relativ flachen.
Üblicherweise liegt der Lenkkopfwinkel zwischen 67° und 57° zur Horizontalen, bei Choppern auch flacher. Ein großer Lenkkopfwinkel (bezogen zur Horizontalen) trägt zu einer agilen, leichtgängigen Lenkung bei, ein kleiner Lenkkopfwinkel verstärkt die Spurtreue. Deswegen sind große Lenkkopfwinkel vorwiegend bei Sportmotorrädern vorhanden, kleine dagegen bei Cruisern oder Choppern.
Die beistehende Abbildung zeigt den Lenkkopfwinkel zur Senkrechten. Die folgenden Beispiele erfassen beide Werte, wobei der erstgenannte den Winkel zur Senkrechten beschreibt (zur Verdeutlichung mit der beistehenden Zeichnung).
Beispielwerte bei Motorrädern
- Supersportler, Sporttourer: 25–23° (bzw. 65–67° zwischen Boden und Lenkachse)
- Naked Bikes, Tourer: 27–24° (bzw. 63–66°)
- Enduros, Supermotos, Motocross: 28–24° (bzw. 62–66°)
- Chopper, Cruiser: 37–26° (bzw. 53–64°)

## Fahrrad

Lenkkopfwinkel zur Waagrechten

Bei Fahrrädern wird meist der Winkel zwischen einer zur Fahrbahn parallelen Waagrechten und der Lenkdrehachse angegeben und Steuerkopfwinkel genannt.
Beispielwerte bei Mountainbikes:
- Cross Country: 70–72°
- All Mountain: 69°
- Freeride: 64–68°

Verschiedene Radtypen:
- Kunstrad: 85°
- Rennrad (Straße): 72–74°
- Reiserad 71°
- Hollandrad, Radballrad (Halle): 65°
- Cruiser: 60° (und weniger)
- 3-rädriger Renn-Rollstuhl: ca. 45°[5]
- Niedriges Renn-Handbike eines Beinamputierten: ca. 25°[6]

Zum Vergleich:
Ein Waveboard hat – zwei – in die Gegenrichtung geneigte Lenkachsen, mit grob etwa 70° zur Horizontalen geneigten Steuerwinkel.